# Coupe de la Ligue d'Irlande féminine de football 2019
Navigation
Édition précédente Édition suivante
La 8e coupe de la Ligue d'Irlande féminine de football, connue aussi de par son contrat de sponsoring sous le nom de So Hotel Group Women's National League Cup se tient entre le 27 avril 2019 et le mois de septembre 2019. Le Peamount United remet en jeu son titre obtenu en 2018. 
Les huit équipes qui disputent le championnat sont les seules et uniques participantes à la compétition.
Les matchs sont désignés par un tirage au sort. 

## Quarts de finale
| Quart de finale 1   | Wexford Youths Women's AFC                                         | 8-0 | Kilkenny United Women's Football Club | Ferrycarrig Park |  |
| 27 avril 2019 18:30 | Vanessa Ogbonna · Rianna Jarrett · Kylie Murphy · McKenna Davidson |     |                                       |                  |  |

| Quart de finale 2   | Peamount United | 2-0 | DLR Waves Football Club | Greenogue |
| 27 avril 2019 18:30 |                 |     |                         |           |

| Quart de finale 3 | Cork City Women's Football Club | 1-3   | Shelbourne Ladies Football Club                             |  |  |
| 28 avril 2019     | Saoirse Noonan 80e              | (0-1) | Noelle Murray 10e · Alannah McEvoy 50e · Rebecca Creagh 63e |  |  |

| Quart de finale 4 | Limerick Women's Football Club | 1-0 | Galway Women Football Club |  |
| 28 avril 2019     |                                |     |                            |  |

## Demi-finales
| Demi-finale 1       | Shelbourne Ladies Football Club      | 2-1   | Peamount United Football Club | Tolka Park |  |
| 1er juin 2019 14:00 | Emily Whelan 65e · Rebecca Cooke 77e | (0-1) | Eleanor Ryan Doyle 11e        |            |  |

Shelbourne élimine Peamount sur le score de deux buts à un. Le premier but est marqué par la jeune, 16 ans, Emily Whelan qui a connu sa première sélection en octobre 2018 lors d'un match en Pologne.
| Demi-finale 2       | Wexford Youths Women's AFC                                                                                | 5-0   | Limerick Women's Football Club | Ferrycarrig Park |  |
| 1er juin 2019 14:30 | Rianna Jarrett 18e · Edel Kennedy 30e · Vanessa Ogbonna 60e · Blessing Kingsley 86e · Aisling Frawley 89e | (2-0) |                                |                  |  |

Wexford se qualifie pour la finale pour la deuxième année consécutivement en éliminant facilement Limerick 5-0 à Ferrycarrig Park.

## Finale
| Finale                | Wexford Youths Women's AFC | 0-1   | Shelbourne Ladies Football Club | Ferrycarrig Park             |                              |
| 21 juillet 2019 15:00 |                            | (0-0) | Emily Whelan 72e                | Arbitrage : Michelle O'Neill | Arbitrage : Michelle O'Neill |

## Article annexe
- Coupe de la Ligue d'Irlande de football 2019
- Championnat d'Irlande féminin de football 2019